# トレードドレス
トレード・ドレス（英: trade dress）とは、一般に、消費者にその製品の出所を表示する、製品あるいはその包装（建物のデザインすらも該当しうる）の視覚的な外観の特徴を指す法律用語である。トレードドレスは知的財産権の一種である。

## アメリカ合衆国
アメリカ合衆国では、製品のトレードドレスは一般の商標のように、商標およびトレードドレスを規制する連邦（制定）法であるランハム法により法的に保護される。トレードドレスを保護することにより、他の製品を模倣するよう設計された製品の包装または外見から消費者を保護すること、消費者が別の製品であると誤信して製品を購入することを防止することが意図されている。例えば、子供服の陳列における生地の形、色、および配置（ただし、服それ自体のデザインはトレードドレスとして保護されない）、雑誌の表紙デザイン、メキシカンスタイルのレストランチェーンの外観と装飾（様式）、ワインショップにおける瓶の陳列方法が保護可能なトレードドレスと判断されたことがある。

### 法的根拠
ランハム法43条(a)により、製品のトレードドレスは米国特許商標局 (USPTO) の公的な登録を受けなくとも保護されうる。43条(a) は次のように規定する。
Any person who, on or in connection with any goods or services, or any container for goods, uses in commerce any word, term, name, symbol, or device, or any combination thereof, or any false designation of origin, false or misleading description of fact, or false or misleading representation of fact, which
(A) is likely to cause confusion, or to cause mistake, or to deceive [...] as to the origin, sponsorship, or approval of his or her goods, services, or commercial activities by another person, or

(B) in commercial advertising or promotion, misrepresents the nature, characteristics, qualities, or geographic origin of his or her or another person’s goods, services, or commercial activities,
shall be liable in a civil action by any person who believes that he or she is likely to be damaged by such an act.
この規定により、（特許のような他の知的所有権を主張するための登録要件、出願要件とは違い）特定のトレードドレス ("container for goods") の保有者は公的機関あるいは公的システムにそのトレードドレスを登録しなくても、43条(a) を根拠に侵害者（不法にそのトレードドレスをコピーした人または法人）を訴えることができる。一般的には、「連邦コモン・ロー」によるトレードドレス（および商標）の保護を提供するものとみられている。

### 公的な登録
USPTO はトレードドレスを主登録あるいは補助登録で登録することができる。法的保護のためには、登録は必須ではないが、いくつかの利点がある。主登録をしておけば、登録名義人は、他人がその登録に異議を申し立てることなく登録名義人のトレードドレスを使用あるいは登録することを防止する、全国的な擬制使用および擬制告知を得る。さらに、主登録を受けた登録名義人は、主登録から5年経過すると第三者がその登録に異議を申し立てる多くの手段を排除できる不可争性の地位を得る。補助登録簿へ登録されると、主登録簿へ登録された場合と比べずっと保護範囲が限定されるものの、アメリカ以外の国におけるトレードドレスがアメリカでも保護される。

### 法的要件

#### 機能性
ランハム法の下でのコモン・ローによる保護または主登録簿への登録を得るためには、トレードドレスは「機能的」であってはならない。すなわち、問題となるトレードドレスを構成する形状、デザイン、色、あるいは原材料の構成が消費者の心の中の認識を生み出すことを除けば効用あるいは機能を与えてはならない。例えば、消費者が耐風性がある道路標識用の特徴的なバネの意匠をある特定の会社と結びつけて考えるとしても、バネは猛烈な風に耐える機能を発揮するため、そのバネのデザインはトレードドレスとして保護されない。
何が「機能的」であるかは保護しようとする特定の製品あるいはものに依存する。例えば、衣服の赤色の線は機能的ではなかろうが（このため保護可能なトレードドレスの一部となりうる）、停止標識の赤色は、運転手に警告する機能を持たせるから機能的であろう（このため保護可能なトレードドレスの一部とはなりえない）。

#### 識別性
ランハム法の下でのコモン・ローによる保護または主登録簿への登録を得るためには、トレードドレスは「識別力」がなければならない。これは、消費者がある特定のトレードドレスを製品の出所を特定するように知覚することを意味する。
製品の包装とは対照的に、製品のデザインにおいて主張されるトレードドレスはもはや「生来的に識別力がある」とはいえない。「セカンダリーミーニング」を獲得することにより識別性を獲得しなければならない。セカンダリーミーニングを獲得することによる識別性とは、トレードドレスは表面上は識別力がないが、市場におけるトレードドレスの使用（トレードドレスの「グッドウィル」）が消費者の心の中にそのトレードドレスと出所との間に結びつきを生み出すことを意味する。
法令は進化するものであるが、現状では、（建築物の装飾（様式）のような、非常に一般的な用語における包装を含む）製品の包装には生来的に識別力がある可能性がある。しかし、製品デザインすなわちその製品それ自身のデザインあるいは形状は、生来的に識別力がある必要はないが、保護されるべきセカンダリミーニングを獲得しなければならない。

### ユーザインターフェイスとウェブサイトの保護
トレードドレスによる保護範囲は確定されているわけではないが、裁判所はウェブサイトの全体的な「ルック・アンド・フィール」をトレードドレスで保護することを認め始めている。Blue Nile, Inc. v. Ice.com, Inc. 事件では、Blue Nile （原告）が原告の検索ページのデザインを含むオンライン宝石店の「ルック・アンド・フィール」を全面的に複製したとして Ice.com を訴えた。裁判所は最終的に判決を下せる前により多くの事実の開示を命じたが、原告の著作権による請求があらかじめそれらの部分をカバーしていない場合には、ウェブサイトのルック・アンド・フィールがトレードドレスにより保護される可能性があると考えていた。SG Services, Inc. v. God's Girls, Inc. 事件では、原告が自己のウェブサイトが非機能的であるあるいは識別力があることを立証できなかったため、裁判所は SG Services のウェブサイトがトレードドレスにより保護されるとは判断しなかった。この事件では、裁判所はウェブサイトのトレードドレスによる保護に余地があることを示したが、結論としては保護を認めなかった。しかし、裁判所が、SG Services が侵害されたと主張したウェブサイトの「ルック・アンド・フィール」全体ではなく、むしろ特定の特徴（例えば色）をみていた点は注目に値する。
ウェブサイトについてのトレードドレスの保護の将来は非常に不透明であるものの、多くの思索がこの分野に費やされ、裁判所および訴訟当事者にとっておそらく活発に発展的な分野であり続けるであろう。

## インド
近時の取引や商慣行の動向に鑑み、重要な（司法）判決に対応するため、商標管理システムの簡素化および調和に対するニーズが高まった。2003年9月に施行された1999年商標法はこの実現の結果である。
標章の新たな法律上の定義は商品の形状、包装、若しくは色彩の結合、またはそれらの結合を含む（2条(m)参照）。ケース、箱、容器、器、小箱、瓶、包装紙、ラベル、バンド、下げ札、リール、枠、カプセル、キャップ、蓋、栓、コルクを含め包装は商標法下で保護されることになった（2条(q)参照）。このように、インドにおける商標の新しい定義はアメリカ合衆国法下のトレードドレスのほとんどすべての要素を幅広く含んでいる。
インド商標法では、ある所有者の商品またはサービスと別の所有者のそれとを区別することが可能な、あらゆる生来的に識別性のある標章および二次的に識別力を得た標章は商標として使用される可能性があり、そのような標章は法の保護が与えられる. インドが当初からイギリスの商標法に追随しているように、1999年インド商標法も1994年イギリス商標法の再生産である。アメリカ合衆国の ランハム法 と違い、1994年イギリス商標法と1999年インド商標法は、未登録のトレードドレスを保護あるいは生来的識別性もしくは二次的識別性のテストを満たしたトレードドレスの登録を可能にする（ランハム法）43条(a) のような規定を持たない。

## イギリス
イギリスでは、トレードドレスは詐称通用に関する法の下、外観として保護されうる。詐称通用は未登録商標を保護するためのコモン・ロー上の救済である。外観、包装、ビジネス戦略、マーケティング技法、広告テーマ、等も詐称通用の下で保護されうる。

## 日本
日本では、めしや食堂事件〔1審〕 (PDF) （大阪地方裁判所裁判所平成19年7月3日判決、平成18年（ワ）第10470号、34ページ）、西松屋事件 (PDF) （大阪地方裁判所平成22年12月16日判決、平成21年（ワ）第6755号、17, 18ページ）において、トレードドレスが商品等表示に該当して不正競争防止法で保護される余地があるとの見解が示されているが、保護が認められた例は知られていない。また、商標法でトレードドレスを保護することが検討されたこともあるが、実現に至っていない。
ルック・アンド・フィールは画面のデザインとして意匠法で保護される可能性があるが、権利化には新規性、創作非容易性の要件を満たす必要があることからハードルは高いといえる。